# Society of Petroleum Engineers
Die Society of Petroleum Engineers, kurz SPE, ist eine weltweite gemeinnützige Organisation, die sich für die beruflichen Interessen von Menschen einsetzt, die an der Gewinnung und Förderung von Erdöl beteiligt sind. Die Organisation organisiert professionelle Meetings, Kurse und Konferenzen, veröffentlicht Bücher und Zeitschriften und bereitet technische Standards vor. Die SPE hat mehr als 156.000 Mitglieder in mehr als 150 Ländern.
Die Organisation wurde 1957 offiziell gegründet. Der Hauptsitz befindet sich in Richardson, Texas, USA. Die deutsche Abteilung existiert seit 1990 und hat Ortsverbände in Aachen, Clausthal - Zellerfeld, Freiberg und Karlsruhe.

## Organisation
Die SPE ist eine Organisation von bezahlten Mitgliedern, von denen die meisten Ingenieure sind. Voraussetzungen für die Mitgliedschaft sind Arbeiten im Zusammenhang mit Erdöltechnologie sowie ein Abschluss an einer Universität oder Hochschule. Es ist auch möglich, studentisches Mitglied zu werden. Die Einnahmen aus der Mitgliedschaft werden zur Förderung der Aktivitäten in der Organisation verwendet.
Die Organisation wird von einem gewählten Vorstand geleitet, in dem der Präsident jährlich gewählt wird. Eine Gruppe von Mitarbeitern ist unter der Leitung eines Direktors für den laufenden Betrieb verantwortlich.
Jedes Land hat seine eigene Organisation mit lokalen Gremien in jeder Abteilung.

## Tagungen und Konferenzen
Eine große Anzahl von Kursen und Konferenzen wird von der Organisation sowohl global als auch lokal organisiert. Die größte und wichtigste Konferenz ist die „SPE Annual Technical Conference and Exhibition“ (SPE ATCE). Dies findet im Herbst statt, normalerweise in den Vereinigten Staaten.

## Zeitschrift
Alle Mitglieder erhalten elektronisch das monatliche „Journal of Petroleum Technology“. Darüber hinaus veröffentlicht SPE eine Reihe von Fachzeitschriften in spezielleren Bereichen der Erdöltechnologie.